# 第20回寬仁親王牌・世界選手権記念トーナメント
第20回寬仁親王牌・世界選手権記念トーナメント（だい20かい ともひとしんのうはい・せかいせんしゅけんきねんとーなめんと）は、2011年6月30日から7月3日まで、弥彦競輪場で開催された競輪のGI競走である。

## 弥彦競輪場でGI初開催
過去にふるさとダービーは幾度なく開催された弥彦競輪場であるが、GIは初の開催となった。場内は4日間連日満員状態となり、最終日の入場者数は6055名、4日間の総入場者数は15656名を記録した。

## 決勝戦

### レース概略
最終4角付近で抜け出した浅井がGI初優勝。2着の山口は審議対象（最終バック付近での山内と大塚の落車に関して）になったがセーフ。

### 競走成績
- 7月3日（日）[1]
- 誘導員…阿部康雄（新潟県）

| 着順 | 車番 | 選手       | 登録地 | 着差    | 決まり手 | 上がり(秒) | H/B | 特記     |
| ---- | ---- | ---------- | ------ | ------- | -------- | ---------- | --- | -------- |
| 1    | 4    | 浅井康太   | 三重県 |         | 差し     | 11.1       |     |          |
| 2    | 3    | 山口幸二   | 岐阜県 | 1/2車身 | マーク   | 11.9       |     |          |
| 3    | 6    | 坂上樹大   | 石川県 | 1/2車身 |          | 10.9       |     |          |
| 4    | 5    | 渡邉一成   | 福島県 | 1/2車身 |          | 11.5       | HB  |          |
| 5    | 1    | 佐藤友和   | 岩手県 | 3車身   |          | 11.2       |     |          |
| 6    | 7    | 成田和也   | 福島県 | 2車身   |          | 11.3       |     |          |
| 7    | 8    | 山内卓也   | 愛知県 |         |          |            |     | 落車再乗 |
| 8    | 9    | 大塚健一郎 | 大分県 |         |          |            |     | 落車再乗 |
| 失格 | 2    | 神山雄一郎 | 栃木県 |         |          |            |     | 押圧     |

### 配当金額
| 3=4 | 290円 |  |

| 3=4=6 | 4,360円 |  |

| 4-3 | 550円 |  |

| 4-3-6 | 10,060円 |  |

| 3=4 | 420円 |  |

| 3=4 | 230円   |  |
| 3=6 | 1,370円 |  |
| 4=6 | 1,800円 |  |

| 4-3 | 710円 |  |

## 特記事項
- 決勝戦の地上波中継は、新潟放送と群馬テレビがBSジャパン制作の中継を放送した。

- 四日間の総売上は102億4142万4700円で、目標の110億円はクリア出来なかった。

### 競走データ
- 1日の第10R（二次予選A）にて、3連単85万9900円（502番人気）となり[2]、GI歴代最高配当を更新した（従来の最高は2009年11月21日第11Rの競輪祭77万4020円）[3][4]。後に2017年11月の第59回朝日新聞社杯競輪祭で再更新された（117万4990円）。